# Pratozanino
Pratozanino è una frazione di 285 abitanti del comune di Cogoleto, nella città metropolitana di Genova. Situata ad un'altitudine di 150 m s.l.m., dista circa 2,5 km dal capoluogo comunale.
La località era nota per la presenza dell'ospedale psichiatrico provinciale, la cui costruzione ha avuto inizio nel 1907, fornendo complessivamente quasi 3500 posti di lavoro. Dal 1978, con l'entrata in vigore della legge Basaglia, pian piano è iniziata la chiusura dei reparti ospedalieri conclusasi nel 1998. All'interno delle mura del vecchio presidio è rimasto solo un padiglione aperto, il numero 10 (RSA "Gian Soldi").
L'area dell'ex ospedale psichiatrico è stata successivamente venduta e su di essa è già stato approvato un progetto che prevede la realizzazione di parecchie strutture lavorative a basso impatto ambientale, di strutture residenziali e commerciali.

## Monumenti e luoghi d'interesse

### Architetture religiose
- Ex chiesa di Santa Maria Addolorata, presso l'ex ospedale psichiatrico.

## Società

### Istituzioni, enti e associazioni
- Comitato "ViviAMO Pratozanino" istituito nel 2007.
- Associazione Nazionale Alpini - Gruppo di Cogoleto.

## Cultura

### Eventi
Il 16 agosto si celebra la festività patronale di san Rocco e il 12 settembre la festa della Madonnina.

## Infrastrutture e trasporti

### Mobilità urbana
Pratozanino è servita, con partenze da Cogoleto, da un regolare servizio di autobus gestito dalla società AMT.